# North Shore Studios
Die North Shore Studios (früher LionsGate Studios) ist ein großes Filmproduktionsstudio, welches sich nördlich von Vancouver in der kanadischen Provinz British Columbia befinden. Das Studio zählt neben den Vancouver Film Studios zu den größten Studios in Nordamerika. Von Downtown Vancouver aus benötigt man ca. 20 Minuten mit dem Auto und ca. 30. Minuten vom Vancouver International Airport zu dem Gelände. Die Studios wurden 2006 an Bosa Development Corp. verkauft.
In den vergangenen Jahren wurden die North Shore Studios erweitert. Diese Studios, die auch unter dem Namen Mammoth Studios bekannt sind verfügen über drei große Produktionshallen sowie weiteren Gebäuden. Diese Grenzen direkt an die bisherigen Einrichtungen der North Shore Studios an. Somit verfügen die North Shore Studios über elf Produktionshallen.

## Gebäude
Das Studiokomplex verfügt über acht Stages (Produktionshallen), darüber hinaus mehrere Büro und Verwaltungsgebäude und andere Einrichtungen. Die Stage 1 hat eine Fläche von 1.354 m2, die Stages 2, 3 und 6 eine Fläche von jeweils 1.345 m2, die Stages 4 und 5 jeweils 1.023 m2 und die Stages 7 und 8 jeweils 1.908 m2.

## Produktionen
In den Studios wurden u. a. folgende Filme produziert:
- Level Up
- Falling Skies
- Psych
- Human Target
- V – Die Besucher
- Tower Prep
- The Big Year
- Diary of a Wimpy Kid 2
- Diary of a Wimpy Kid
- Battlestar Galactica
- Catwoman
- Dark Angel
- Elektra
- Ernest Rides Again
- Final Destination 3
- The Final Cut
- The Fog
- Fifty Shades of Grey
- Scary Movie 3
- Scary Movie 4
- The Sentinal
- Slam Dunk Ernest (DVD veröffentlicht von Walt Disney Video)
- Tru Calling
- White Chicks
- Men in Trees
- The 4400
- X Files
- Man About Town
- Kyle XY
- LOL: Laughing Out Loud